# 27849 Suyumbika
27849 Suyumbika este un asteroid din centura principală de asteroizi.

## Descriere
27849 Suyumbika este un asteroid din centura principală de asteroizi. A fost descoperit pe 29 octombrie 1994 la Zelenchukskaya Station de Timur V. Kryachko. Asteroidul prezintă o orbită caracterizată de o semiaxă mare de 2,25 ua, o excentricitate de 0,20 și o înclinație de 5,0° în raport cu ecliptica.